# Batalion ON „Sosnowiec”

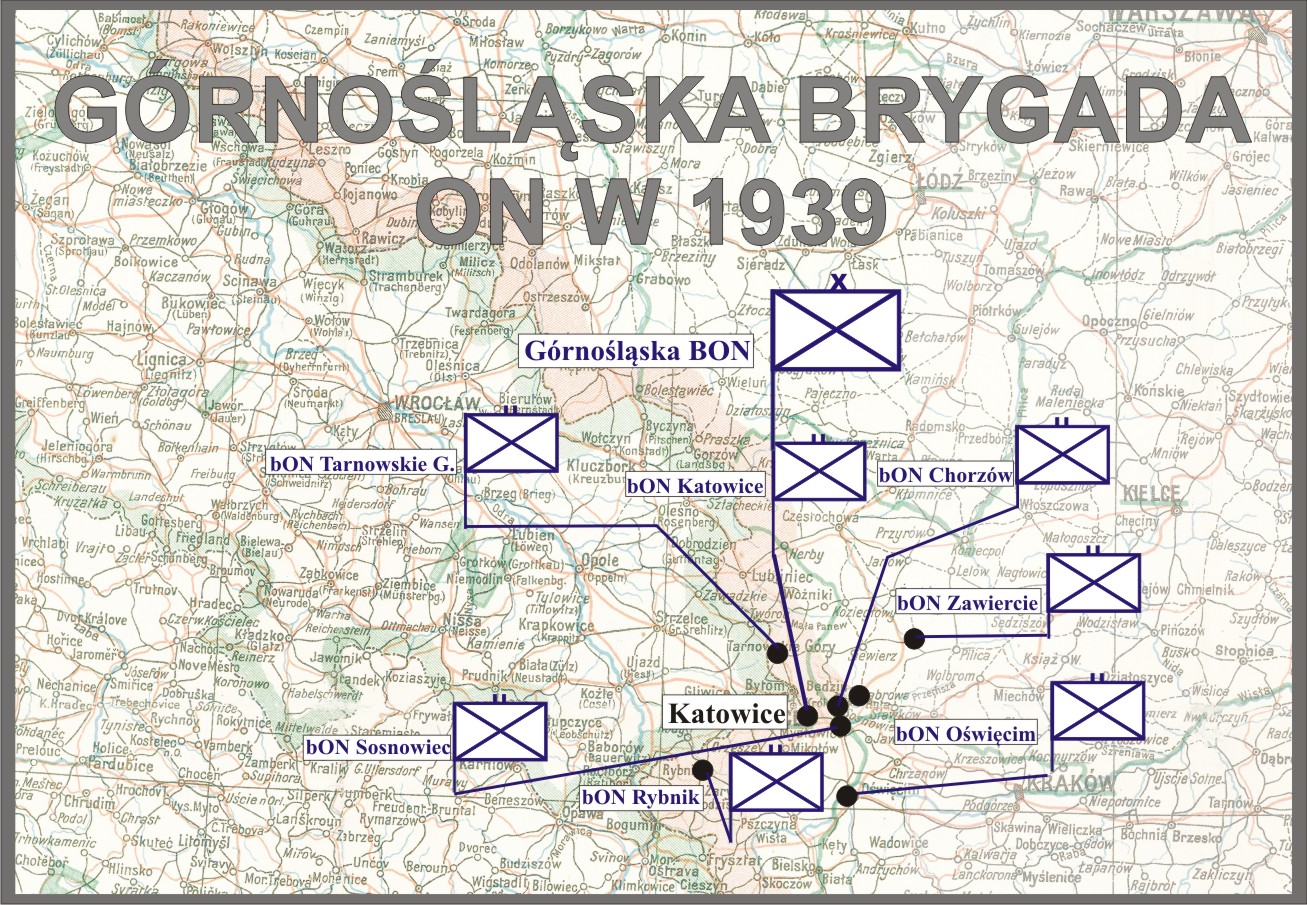
Górnośląska ON

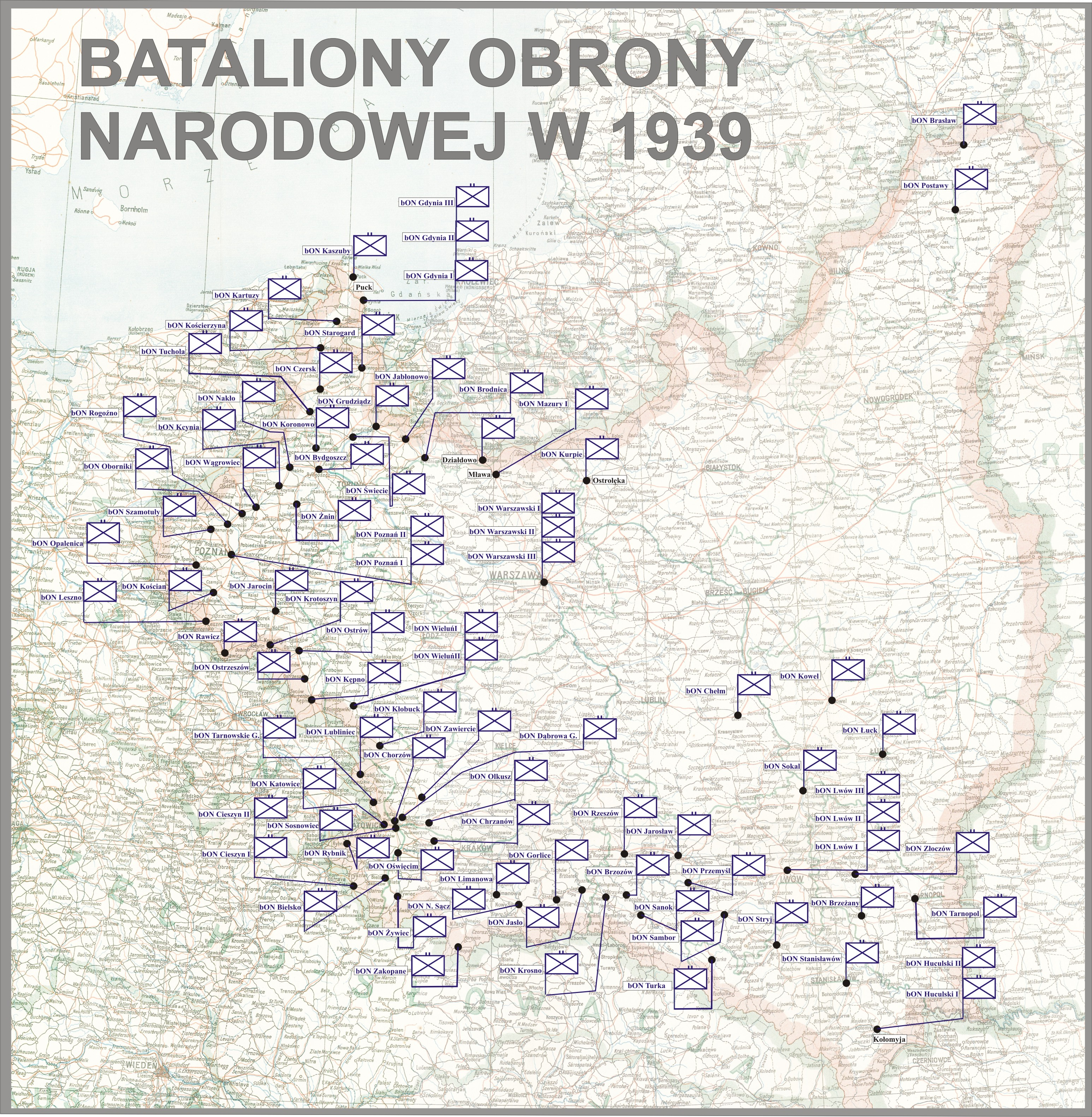
Obrona Narodowa w 1939

Sosnowiecki Batalion Obrony Narodowej (Batalion ON „Sosnowiec”) batalion piechoty typ specjalny nr 53 – pododdział piechoty Wojska Polskiego II RP.

## Formowanie i zmiany organizacyjne
Batalion został sformowany w 1937 roku, w Sosnowcu, w składzie Górnośląskiej Brygady ON. Wiosną 1939 roku został przeformowany na etat batalionu ON typ III. Jednostką administracyjną dla Sosnowieckiego batalionu ON był 73 pułk piechoty w Katowicach. Ze względu na reorganizacje struktur ON na Śląsku, w batalionie ON „Sosnowiec” nastąpiła zmiana terenu działania batalionu z dniem 2 sierpnia 1939 przeniesiono kompanię ON „Chrzanów”, do formowanego batalionu ON „Chrzanów” w jej miejsce z batalionu ON „Tarnowskie Góry” przesunięto kompanię ON „Będzin”.
W dniach 24-25 sierpnia 1939 roku, zgodnie z planem mobilizacyjnym „W”, skład osobowy Sosnowieckiego batalionu ON stał się zawiązkiem dla batalionu piechoty typu specjalnego nr 53, mobilizowanego w alarmie, w grupie jednostek oznaczonych kolorem niebieskim przez Komendę Rejonu Uzupełnień Sosnowiec.
Baon piechoty nr 53 został włączony w skład 201 pułku piechoty  jako II batalion.

## Obsada personalna
Obsada personalna batalionu w marcu 1939 roku:
- dowódca batalionu – kpt. Komander Jan Piotr (*)[b]
- dowódca 1 kompanii ON „Sosnowiec” – kpt. Bojanowski Tadeusz (*)[b]
- dowódca 2 kompanii ON „Sosnowiec” – kpt Bulka Antoni
- dowódca 3 kompanii ON „Chrzanów” – kpt adm. (piech.) Kałuziński Karol (*)[b]

Obsada 1 września 1939 :
- dowódca batalionu – kpt. Karol Staszkiewicz
- adiutant – ppor. rez. Tadeusz Kaszycki
- lekarz – ppor. rez. dr med. Tadeusz Sokołowski
- dowódca 1 kompanii (dawniej ON Sosnowiec I) – kpt. Tadeusz Bojanowski
- dowódca 2 kompanii (d. ON Sosnowiec II)– kpt. Karol Kałuziński
- dowódca 3 kompanii (d. ON Będzin) – kpt. Jan Grankowski
- dowódca kompanii ckm – por. Wojciechowski